# سيتروين سي4 II
سيتروين سي4 II هي سيارة من تصنيع سيتروين، وظهرت هذه السيارة أول مرة في سبتمبر 2010.